# バニリルマンデル酸
バニリルマンデル酸（バニリルマンデルさん、vanillylmandelic acid、略称: VMA）は、人工バニラ香料の合成時の前駆体である。また、カテコールアミン、アドレナリンおよびノルアドレナリンの最終代謝産物である。中間代謝物を介して生産される。

## 化学合成

ノルアドレナリンの分解。バニリルマンデル酸は右上。

1970年代以降、Rhodia社が2段階の人工バニラ合成の最初の工程で製造する。具体的には、冷やした水酸化ナトリウム水溶液中で、グアヤコールとグリオキシル酸の縮合を引き起こすことで製造する。

## 生物学、医学
VMAは、ホモバニリン酸（HVA）、メタネフリンおよびノルメタネフリンを含む、他のカテコールアミン代謝物と共に尿中で発見された。
カテコールアミン産生腫瘍では，尿中VMA濃度が高値を示す。尿検査で腫瘍マーカーとして確認されるが、バナナ、ミカン、コーヒー、バニラなどの摂取で濃度が高くなり偽陽性となる事がある。そのため検査前には、これらの摂取は制限する。
- 高値疾患：褐色細胞腫・甲状腺機能亢進症・甲状腺機能低下症
- 低値疾患：家族性自律神経失調症・フェニルケトン尿症